# Завалишин, Дмитрий Александрович
Дмитрий Александрович Завалишин (31 марта (13 апреля) 1900, Санкт-Петербург — 29 февраля 1968, Ленинград) — советский учёный в области электротехники, член-корреспондент Академии наук СССР (1960).

## Этапы биографии
- В 1925 году окончил Ленинградский политехнический институт.
- В 1925—1939 гг. работал в Ленинградском политехническом институте.
- В 1935 г. присвоено звание профессора.
- В 1939–1941 гг. заведующий кафедрой электрических машин в Военно-электротехнической академии им. С.М. Буденного.
- В 1941–1946 гг. профессор кафедры специальной электротехники Высшего инженерно-технического училища ВМС.
- В 1946–1959 гг. заведующий кафедрой электрических машин Ленинградского института авиационного приборостроения [1] (ныне — ГУАП)
- С 1959 г. заведующий лабораторией научных основ автоматизированного электропривода Всесоюзного научно-исследовательского института электромашиностроения (ВНИИэлектромаш) АН СССР [2].
- 10 июня 1960 года избран членом-корреспондентом АН СССР.

Могила Завалишина на Богословском кладбище Санкт-Петербурга.

## Награды
- Орден Ленина;
- Орден Трудового Красного Знамени.

## Книги
- Электрические машины малой мощности: учеб. пособие / Д. А. Завалишин и др.; ред. Д. А. Завалишин. - Москва ; Ленинград : Госэнергоиздат, 1963. - 431 с. : ил.